# Beaupuy (Gers)
Beaupuy ist eine französische Gemeinde mit 212 Einwohnern (Stand 1. Januar 2022) im Département Gers in der Region Okzitanien. Sie gehört zum Kanton Gimone-Arrats und zum Arrondissement Auch.
Nachbargemeinden sind Roquelaure-Saint-Aubin im Nordwesten, Monbrun im Nordosten, L’Isle-Jourdain im Südosten, Clermont-Savès im Süden und Razengues im Westen.

## Bevölkerungsentwicklung
| Jahr                       | 1962 | 1968 | 1975 | 1982 | 1990 | 1999 | 2008 | 2016 |
| -------------------------- | ---- | ---- | ---- | ---- | ---- | ---- | ---- | ---- |
| Einwohner                  | 113  | 101  | 91   | 76   | 79   | 104  | 180  | 178  |
| Quellen: Cassini und INSEE |      |      |      |      |      |      |      |      |